# Севчуга
Севчуга — малая река в Шенкурском районе Архангельской области, левый приток Ваги. Длина — 32 км.

## Течение
Река берёт начало из болот. Течёт преимущественно в северо-восточном направлении. Ширина русла не превышает 10 метров. Впадает в реку Вагу в 2,5 километрах выше деревни Куликовская. Населённых пунктов на берегах реки нет.

## Данные водного реестра
- Бассейновый округ — Двинско-Печорский
- Речной бассейн — Северная Двина
- Речной подбассейн — Северная Двина ниже места слияния Вычегды и Малой Северной Двины
- Водохозяйственный участок — Вага